# Publibike

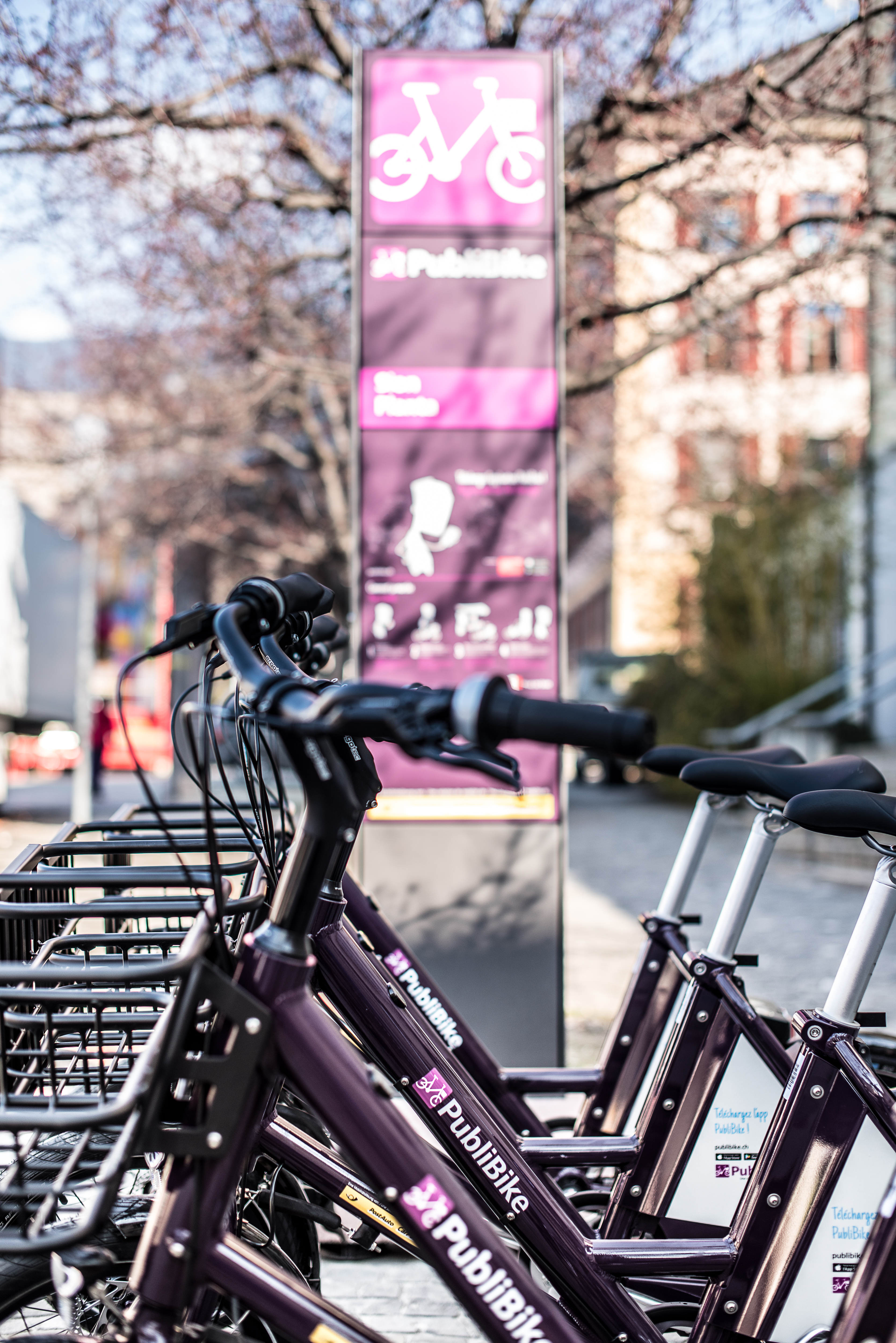
Station Sion mit der markanten lilafarbenen Stationsstele

Publibike (Eigenschreibweise: PubliBike) ist ein Veloverleihsystem, das in zahlreichen Schweizer Städten im Einsatz ist. Es handelt sich um ein stationsgebundenes System, wobei die Velos nicht mechanisch mit den Stationen eingeklinkt werden. Das gleichnamige Unternehmen entstand im Jahr 2011 und vergrösserte sich 2013 durch Zusammenlegung mit einem früher gegründeten Verleiher. Im Jahr 2023 kam es zur Fusion mit dem Konkurrenzsystem Velospot der Intermobility SA  aus Biel, welche auch in Ravenna, Italien vertreten ist. Neben Velos stehen bei beiden Systemen auch Elektrovelos zur Nutzung bereit.

## Geschichte
Das im Jahr 2009 als Personengesellschaft gegründete Unternehmen Velopass gilt als Beginn. Zwischen den Orten Lausanne und Morges und an der Riviera entstand ein Verleih-Netz. Ende desselben Jahres wurde Velopass eine GmbH. In den folgenden Jahren entstanden acht neue Netze in der Westschweiz und im Tessin (Agglomeration Freiburg, Yverdon-les-Bains, Lugano, Chablais, Sitten, La Côte, Les Lacs-Romont und Bulle).
Die PostAuto-Betreiber und die SBB (mit Rent a Bike) bauten ein zweites Velo-Ausleihsystem auf, das Publibike genannt wurde. Im August 2011 installierte Publibike seine erste Station in Luzern, gefolgt von acht weiteren Stationen in Brig, Solothurn, Basel, Frauenfeld, Winterthur, Kreuzlingen und Bern. Diese vereinzelten Stationen wurden jedoch noch kaum genutzt und zum Teil auch wieder eingestellt.
Mit dem Ziel, ein nationales Veloverleihsystem zu entwickeln und beide Systeme mit einer einzigen Kundenkarte zugänglich zu machen, erwarb PostAuto Velopass. So konnten die Kunden ab Mai 2013 auf 1000 Velos und E-Bikes zugreifen, die an 100 Stationen in der ganzen Schweiz bereitstanden.
Am 1. Januar 2014 wurde Publibike in eine selbständige Aktiengesellschaft überführt, die fortan als Tochterunternehmen von PostAuto fungierte. Die Geschäftsstellen in Lausanne und Bern wurden hierbei am neuen Unternehmenssitz in Freiburg zusammengeführt. Im Rahmen einer Reorganisation des Postkonzerns wurde Publibike per 1. Januar 2021 direktes Tochterunternehmen der Schweizerischen Post, wobei der Hauptsitz nach Bern verlegt wurde.
Ende Februar 2019 wurde bekannt, dass VBZ TrafficMedia die Vermarktung der Werbeflächen auf den Publibike in Zürich übernommen hatte.
Vor Eröffnung der neuen Leihnetze, hatte Publibike im Jahr 2017 ein Defizit von 5 Millionen Franken zu verzeichnen, wobei der Umsatz weniger als 3 Mio. Franken betrug. 2019 betrugen die Verluste 10,9 Mio. Franken. 2020 wurden die Verleih-Preise angehoben. Bereits von 2012 bis 2015 resultierte ein Verlust von 3,8 Mio. Franken.
Publibike gehört zu den Gründungsmitgliedern des im Dezember 2021 auf Initiative der Mobilitätsakademie gegründeten Branchenverbands Swiss Alliance for Collaborative Mobility (kurz CHACOMO).
Im Jahr 2022 hat die Post Publibike an Markus Bacher (Geschäftsführer von Publibike), Thomas Binggeli (Gründer von Thömus) und den IT-Unternehmer Guido Honegger (Gründer von green.ch) verkauft. Das Unternehmen plant, dass die bestehende E-Bike-Flotte im Jahr 2022 mit GPS-Modulen ausgerüstet werden soll. Im Juni 2022 wurden die Verleih-Preise, wie bereits vor zwei Jahren, erneut erhöht. Im gleichen Jahr wurde bekannt, dass Publibike und Intermobility (Velospot) fusionieren. Im folgenden Jahr wurde die Vermarktung der Werbeflächen auf den Velos und an den Stationen an die Goldbach Publishing ausgelagert.

## Organisation
Über die Webseite oder über die Publibike-App können Interessenten ein Kundenkonto erstellen. Die App zeigt den Standort der Publibike-Stationen auf einer Karte an, vor Ort sind diese an einer Stele erkennbar. Das elektronische Veloschloss, das sich hinter der Sattelstütze befindet, wird mit einem Druck auf den silbernen Button geweckt. Danach öffnet der Nutzer das Schloss nun mit der geöffneten App auf dem Smartphone per Bluetooth oder hält alternativ den Swisspass (RFID-Chip) an die Empfangselektronik. Nach der Fahrt kann das Velo an einer beliebigen Publibike-Stationen abgestellt werden. Das Veloschloss muss von Hand geschlossen werden, bis der Bügel einrastet. Die entstandenen Fahrtkosten werden im Kundenkonto angezeigt und dort auch automatisch abgebucht. Die Ausleihe der Velos ist rund um die Uhr möglich.
Für die Nutzung gibt es zwei verschiedene Abonnements: Das «B-Quick», ohne Jahresgebühr, ist vor allem auf Spontane, Touristen und Neugierige ausgerichtet, während das Abo «B-Fit», eher für Pendler und Stadtbewohnerinnen konzipiert wurde.

## Netze

### Publibike

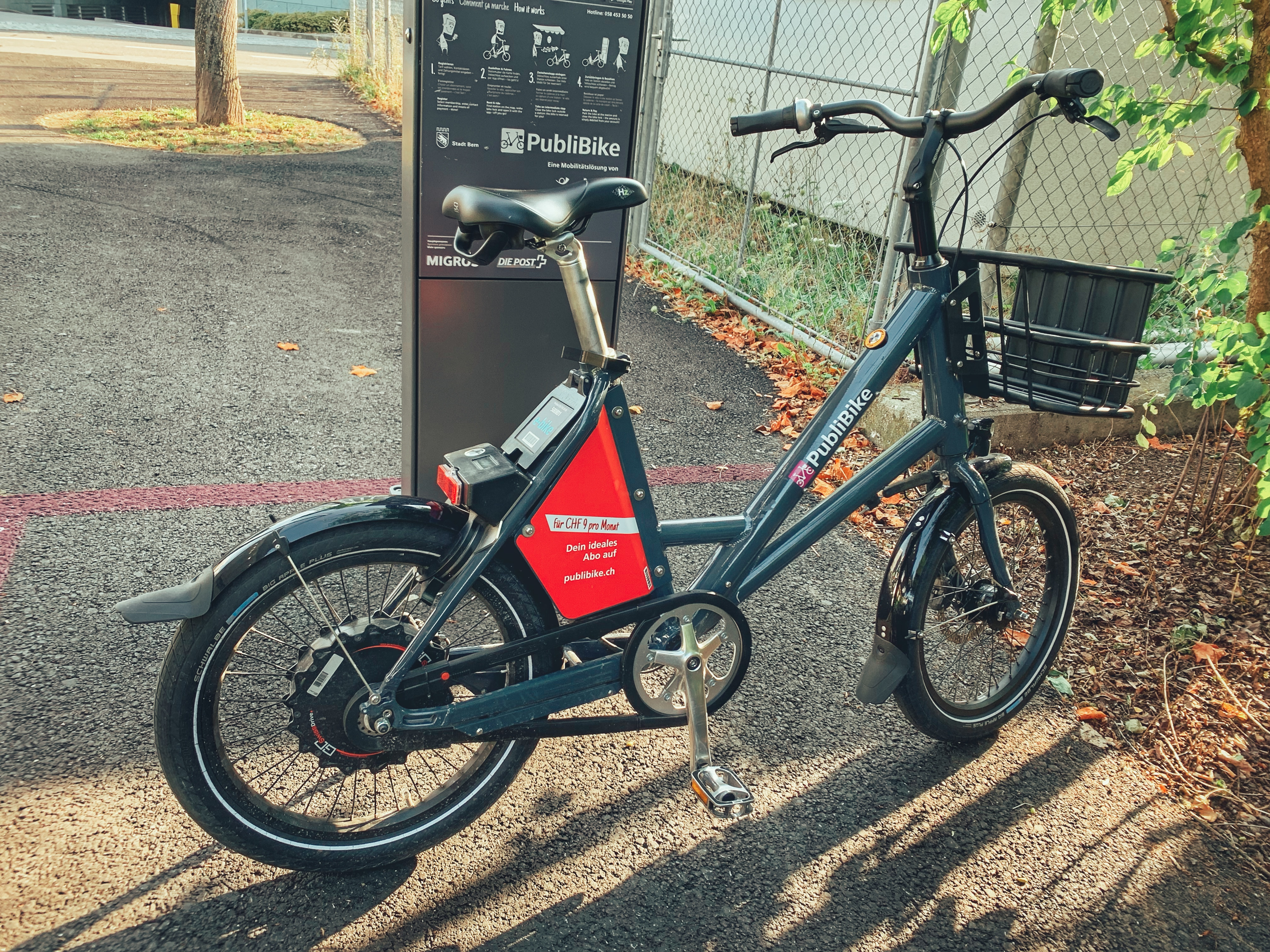
PubliBike-Fahrrad an der Verleihstation am Bahnhof Liebefeld

Im Jahr 2021 betrieb Publibike acht Netze mit 600 Stationen und 5300 Velos und Elektrovelos. Folgende Netze waren damals in Betrieb: Lausanne-Morges, Agglo Fribourg-Freiburg, Lugano-Malcantone, Sion, Sierre, Région de Nyon, Velo Bern und Züri Velo.

#### Lausanne-Morges
Lausanne-Morges wurde 2017 als erstes Netz mit dem neuen System ohne Einzelstationen zum Einklinken der Velos in Betrieb genommen, bereits zuvor war Publibike mit dem alten System präsent. Es musste zeitweise wegen Vandalismus vollständig stillgelegt werden, wie das Netz Agglo Freiburg und Teile des Zürcher Netzes.

#### Lugano-Malcantone
Das Netz Lugano-Malcantone wurde ebenfalls 2017 modernisiert. Nach einem kontinuierlichen Ausbau soll es bis 2021 zum drittgrössten Netz nach Zürich und Bern anwachsen. Zu diesem Zeitpunkt werden in Lugano und den Gemeinden des umliegenden Kreis Paradiso, im Malcantone und im Basso Ceresio 97 Stationen mit 723 Velos und Elektrovelos vorhanden sein. Die Gemeinden beteiligen sich finanziell am Betrieb des Netzes.

#### Züri Velo
Nach Ausschreibung des Veloverleihsystems Züri Velo durch die Stadt Zürich im Oktober 2014 und über zweijährigem Rechtsstreit gegen die Vergabe der Konzession an Publibike, startete der Betrieb am 6. April 2018 mit 30 Stationen und 350 Fahrzeugen. Das Angebot wurde seither kontinuierlich ausgebaut. Ende 2019 stiessen mit Dübendorf, Kloten, Opfikon und Wallisellen vier Agglomerationsgemeinden des Glatttals zum Netz dazu, diese unterstützen das Netz finanziell mit einem Beitrag von je 20'000 Franken. Nach dieser Erweiterung waren 145 Stationen mit insgesamt 1450 Velos vorhanden. Im März 2021 drohte Publibike, sollte sich die Stadt nicht finanziell beteiligen, werde der Vertrag nicht verlängert. Von daher hat die Stadt Zürich das Veloverleihsystem unter dem Namen «Züri Velo 2.0» neu ausgeschrieben. Publibike gewann die Ausschreibung und erhält nun Subventionen im Umgang von jährlich rund einer Million Schweizer Franken. Auch Dübendorf hat die Zusammenarbeit mit Publibike verlängert. Der angestrebte Anschluss der Gemeinden Regensdorf, Dietikon und Urdorf wurde vorerst fallen gelassen. Im November 2024 wurde bekannt, dass sich Regensdorf nun doch beteiligt. Inzwischen haben sich auch die Gemeinden Urdorf und Dietikon bei Züri Velo angeschlossen. Der Zürcher Verkehrsverbund (ZVV) setzt zur Förderung der multimodalen Mobilität verstärkt auch auf Publibike und ZVV-Jahresabonnementen die Neukunden bei Publibike werden, erhalten auf das Jahresabo B-Fit 50 Prozent Rabatt. Bis im Sommer 2026 werde das Angebot in der Agglomeration Zürich auf rund 300 Stationen mit 2800 Velos ausgebaut.

#### Velo Bern
Das Netz für die Stadt Bern wurde 2018 unter dem Namen Velo Bern eröffnet, zwei Stationen befanden sich ausserhalb der Gemeinde bei Bürostandorten der Post in Ostermundigen und Zollikofen. Schrittweise wuchs das Netz und etablierte sich auch in den Agglomerationsgemeinden Köniz, Muri-Gümligen, Ittigen und Ostermundigen. Die beteiligten Gemeinden haben mit Publibike Leistungsverträge mit unterschiedlichen Konditionen abgeschlossen und die Stadt Bern jeweils Koordinationsvereinbarungen mit den kleineren beteiligten Gemeinden. Velo Bern ist seit seiner Eröffnung das grösste Netz von Publibike, mit 245 Stationen und rund 1600 Velos im Jahr 2024 im Grossraum Bern (Köniz, Muri bei Bern, Ittigen, Ostermundigen, Zollikofen und Moosseedorf).
2022 ging Publibike eine Partnerschaft mit dem E-Scooter-Verleiher Voi ein. Im März 2023 teilte die Stadt Bern mit, dass Publibike die Logistik ab Frühsommer 2023 selbst übernehmen wird. Zuvor wurde sie vom Kompetenzzentrum Arbeit der Stadt Bern (KA) durchgeführt, welche weiterhin für die Werkstatt zuständig bleibt. Anscheinend wurde die Logistik damals an die Leafer GmbH ausgelagert.
Das Veloverleihsystem wurde per 2026 von den Gemeinden gemeinsam neu ausgeschrieben. 2023 kamen Belp, Frauenkappelen, Kehrsatz, Moosseedorf, Münchenbuchsee, Münsingen, Vechigen, Wohlen bei Bern, Worb und Zollikofen als Partnergemeinden hinzu. Die Stadt Bern hat das Angebot von Publibike ab 2026 bereits unter Vorbehalt angenommen. Bei der Volksabstimmung vom 9. Februar 2025 befürwortete das Berner Stimmvolk den Ausbau und Weiterbetrieb des Veloverleihsystems. Die Beiträge der Stadt Bern belaufen sich somit ab 2026 auf 440’000 Franken pro Jahr. Auch Zollikofen bleibt ab 2026 dabei. Münsingen plant mit fünf Stationen und Wohlen bei Bern mit vier Stationen am Projekt teilzunehmen. In Köniz sollen 33 neue Stationen entstehen. Bei anderen Gemeinden ist der Entscheid noch offen. Künftig soll das Angebot Velo Region Bern heissen.

#### Région de Nyon
Das Netz Région de Nyon im Kanton Waadt umfasst die Gemeinden Mies, Chavannes-de-Bogis, Coppet, Founex, Eysins, Nyon, Grens, Gland, Bursins, Vich, Rolle und Mont-sur-Rolle. Per 1. Juli 2025 werde das Netz vom Dienstanbieter Lime übernommen. Dies nachdem Publibike den Betriebsvertrag bereits vorzeitig auflösen wollte.

#### Mooinz (Chur)
Am 18. September 2023 begann in Chur ein neunmonatiger Testbetrieb mit 60 Velos an zehn Stationen. Die Stiftung Feschtland kümmert sich um den Betrieb der Stationen. Das Projekt wird von Pro Velo Graubünden, ein Mitglied von Pro Velo Schweiz, und vom Kanton Graubünden geleitet. 2024 verlor Publibike die Ausschreibung für den regulären Betrieb gegen Nextbike.

#### Aarau
Im Rahmen eines Pilotprojektes wird Publibike ab dem 28. Juni 2024 während voraussichtlich fünf Jahren in Aarau getestet. Das Netz umfasst 18 Stationen mit insgesamt 65 normalen Velos und 65 Elektrovelos.

### Velospot

#### Schweiz
Das System Velospot gibt es u. a. in Aigle, Basel, Biel/Bienne und La Chaux-de-Fonds. Velospot hat zudem die Standorte Sitten und Siders von Publibike übernommenen. In Basel gibt es derweil 295 Velospot-Stationen und 1000 Velos. Biel wird voraussichtlich 2025 auf das System von Publibike umgestellt.

#### Italien
Das Velospot-Netzwerk von Ravenna umfasst in den Gemeinden Ravenna und Lido Adriano 285 Velos und 75 Stationen. Von den Velos sind 240 Elektrovelos.

## Kritik
Mit Stand Februar 2023 kommt es nach wie vor gelegentlich vor, dass nach einer erfolgten Velorückgabe die Fahrtkosten weiter laufen.